# Lijsttheater
Met lijsttheater kan een bepaald type theatergebouw aangeduid worden, maar de term kan ook verwijzen naar theater dat gekenmerkt wordt door de "lijst" die het speelvlak omvat. Deze zorgt ervoor, dat het publiek in een soort kijkdoos kijkt. 
Het gebouw van een lijsttheater bestaat in essentie uit een zaal voor het publiek en een toneelhuis. Het publiek kijkt door een soort lijst (toneelopening) naar de voorstelling. Veel grote professionele theatergebouwen zijn of bevatten een lijsttheater. Een lijsttheater kan echter ook heel basaal zijn. Zo is het spreekwoordelijke toneelstukje 'tussen de schuifdeuren' lijsttheater in zijn eenvoudigste vorm.
Ook de poppenkast is een lijsttheater. De bekende Nederlandse Handpoppenspeler Jan Nelissen gebruikte zijn Citroënbus op locatie in heel Nederland. De achterklep ging omhoog en gaf de toneelopening vrij, in de bodem van de bus zat een luik waar Nelissen zijn voeten door stak en veel meer was er niet nodig voor een voorstelling.
Voordelen van een lijsttheater is dat afleidende zaken zoals lampen, theatertechnici en decors voor andere delen van de voorstelling ook werkelijk niet gezien worden. Een nadeel is dat je maar één kant van de voorstelling kunt zien. Om deze reden wordt veel theater niet meer in een lijsttheater gespeeld, maar bijvoorbeeld buiten, in een fabriekshal, of in een theater met een flexibele indeling, zoals een vlakkevloertheater.